# Solar de Beirós
O Solar de Beirós, ou Solar Condado de Beirós como também é conhecido, é um edifício histórico situado em São Pedro do Sul.
Envolta em belos jardins e uma paisagem verdejante com uma invejável vista sobre o vale, a casa, de arquitectura beirã e estrutura conventual, alberga as histórias e lendas do 1º Conde de Beirós e Visconde de Beirós (título criado por D. Luis I, rei de Portugal, por decreto de 25 de maio de 1887). 

## História do seu Fundador
António Tristão Correia de Lacerda Souza e Lebrim (por vezes conhecido pelo apelido Souza e Alvim), nascido em 24.12.1861 em Lourosa, Oliveira do Hospital, e falecido em 1917, casado com Maria Cândida Teles Pacheco, e das orgias principescas que ali, provavelmente com origem nos "Ritos da Fertilidade da Primavera Pagã”, atingiam o pico de distúrbio, desordem, excesso, desperdício e prazeres, proporcionados pelas e para as mulheres mais belas da aldeia do Condado e fora dele, também aí seduzidas.
Descrevem os livros António Tristão Correia de Lacerda Souza e Alvim como um conde despreocupado, de aparência alegre, singela e muito convidativa a serões fidalgos.
Existem relatos de que durante a vida do Conde, vários fidalgos e burgueses, ligados à Casa Real, muito frequentadores daquela povoação devido às propriedades termais das suas águas, sentindo-se despeitados com a postura pagã do Conde, tentaram controlar as comemorações orgásmicas que ali eram celebradas. No entanto, reza a Lenda do Solar de Beirós, que muitos desses fidalgos e burgueses algumas vezes serviam de patronos aos piores excessos sexuais, que eram gradualmente assimilados por toda a pequena povoação que cada vez mais se conformava com as festas principescas do então Conde de Beirós.
Uma das celebrações mais conhecidas na casa, que ainda nos dias de hoje acontecem, mas agora com o nome de “Hilária Real”, é a pândega da “fonte das virgens”, realizada no último mês do trimestre de Março, que celebra a morte do inverno e a celebração do renascimento da natureza. Sendo o dia 25 de Março, a data que historicamente marcava essa celebração, também muitas vezes conhecida com o “festival da Alegria e Primavera”, conhecida com Hilária, com origem em festas romanas. A 30 de Março, marca também os “Festejos da Luna”, de origem Romana, que eram celebrados no lago da casa, conhecido como o “Lago das Meretrizes” (as Meretrizes eram as sacerdotisas, não virgens; nome que mais tarde foi deturpado pela Igreja Católica a quando o combate ao cultos Pagão), em oposição ao banho na “Fonte das Virgens” ("Virgens Vestais" conhecidas como as Protectoras do Fogo Sagrado), para que aos festejos pudessem aceder todas as mulheres, virgens ou não virgens.
Os ritos antigos de fertilidade, que deram corpo naquela casa, exemplificam o encontro, das festas pagãs com os jogos penitenciais Cristãos.

## A Lenda do Solar de Beirós

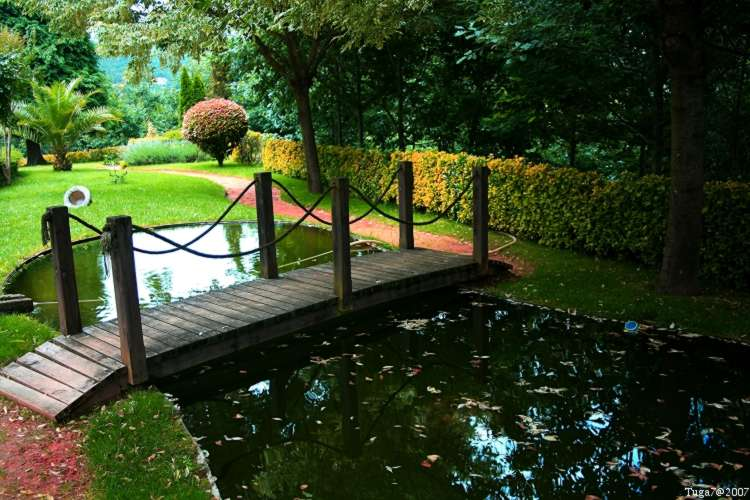
Vista sobre o lago do Solar de Beirós, historicamente referenciado como o “lago das meretrizes”, ladeado por imagens em pedra do busto de bonitas mulher em adoração e reconhecimento pelo sagrado feminino da cultura pagã, representando a água a fonte de fertilidade

### Os Rituais
A Lenda do Solar de Beirós, conhecida pelo povo também como a lenda da “Lavagem das Virgens” ou a lenda “da Fonte Virgens”, ou ainda as "Virgens do Fogo Sagrado" tem corpo e razão nas festas pagãs e nas orgias que ocorriam naquela casa, principalmente por altura da Primavera.
A ligação e relação de amizade do Conde com a família real portuguesa, que chegou a frequentar sua casa, permitiam que, numa época de forte tradição cristã, e alguma perseguição a ritos pagãos, nomeadamente aqueles que atentava a moral e bons costumes socias, estes comportamentos, apesar de censurados, não tivessem consequências.
Este antigo solar e cheio de história, tem em si memórias de grandes festas mediáveis e orgias principescas que tomaram o palco nos seus imensos quartos, jardins e enormes salas. Atribuem esta predisposição ao carácter convidativo do Conde e à sua ligação aos templários e à Maçonaria, que pouco antes de morrer, não tendo descendentes, deu ordem a que todos os que se apresentassem naquela casa com espírito alegre e de convívio fossem bem recebidos. Ainda hoje se crê que o seu espírito vagueia as salas e quarto do Solar vigiando para que os convidados desta casa fidalga sejam bem acomodados.
Reza a lenda que na fonte do seu pátio interior, que ainda hoje existe, eram lavadas as Virgens (Vestais) tapadas com longos panos brancos de puro linho que, à noite, se entregavam, pela primeira vez, aos prazeres carnais enquanto com a sua mão direita seguravam um archote do Fogo Sagrado da deusa Vesta, também timidamente representado  por um dragão cuspidor de fogo no Brasão de Armas de Beirós; Fogo Sagrado mais tarde diabolizado na transformação do fogo que Prometeu roubou a Zeus, dando origem a Phosporos, "portador do fogo", que no latim, tomava o nome de Lúcifer. As Vestas, também conhecidas como Chastitas (de onde deriva a palavra castidade) eram observado pelos senhores e convidados da casa por entre as colunas fálicas dos corredores; no piso mais elevado estavam os sacerdotes e no piso inferior os sumo sacerdotes (apesar de normalmente o piso superior estar associado a maior prestígio, aqui representava exactamente o contrario).

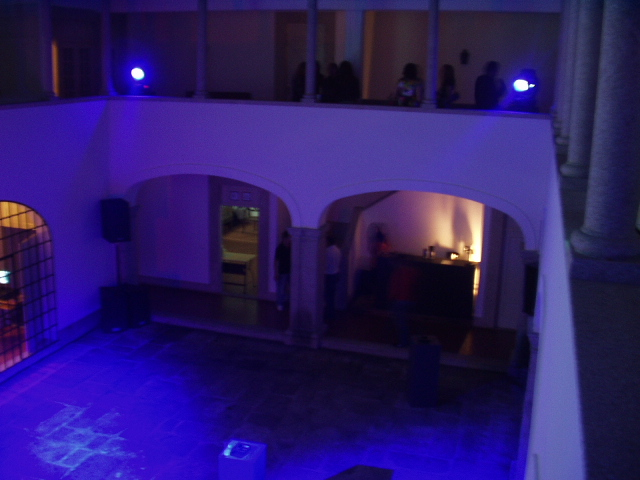
Vista superior sobre o pátio interior do Sola de Beirós, onde, anda hoje, embora longe do misticismo e ritual de outrora, se realizam as celebrações de “Beiros Real”, com a pândega da “fonte das virgens”, realizada no último domingo de Março (1º trimestre), que celebra a morte do inverno e a celebração do renascimento da natureza. (é neste pátio, do lado esquerdo de quem observa, onde se encontra a "fonte das virgens".

O ritual, com ligações maçónicas, tinha começo no pátio interior da casa, a céu aberto, rodeado por fortes colunas evocando grandes falos, que representava o tempo do Sol (fim da tarde quando o Sol se punha e as Virgens eram lavadas) e o templo da Lua (no começo da noite, quando as Virgens derramariam o seu "sangue" em prova da sagração do feminino).
A celebração, que começava com a formação de um hexagrama pelos seis casais principais, com o sacerdote (geralmente o Conde) ao centro (único que não participa no sexo). Os seis casais, constituídos por seis sumo sacerdotes e seis Virgens Vestais, eram coordenados num longo sexo tântrico e ritualista pelo sacerdote (geralmente o Conde ou alguém por ele designado) ao centro.
À volta desse círculo principal, forma-se um segundo círculo, maior e mais externo, destinado acolher as Meretrizes lavadas no "Lago das Meretrizes" e os sacerdotes menos poderosos.
Com esse ritual, numa poderosa evocação à deusa das festividades, Meret, e ao deus da fecundidade, Hapi, os seus protagonistas acreditavam poder ampliar as vibrações do sexo sagrado, através dos "falos" (colunas) que ladeavam todo o pátio interior da casa, até à restante população da Aldeia. Esse entrelaçamento de energias (masculina e feminina) conseguindo durante o actual sexual, era possível de ser canalizado e ampliando, desde o momento do Muladhara (na penetração), até ao acordar da Kunalini(serpente sagrada), que se ergueria deixando o Prana fluir e conectar com os chakras (Nadi)através dos amantes, até atingir o Sahashara, e libertando as energias canalizadas e concentradas, projectando-as para a restante população.

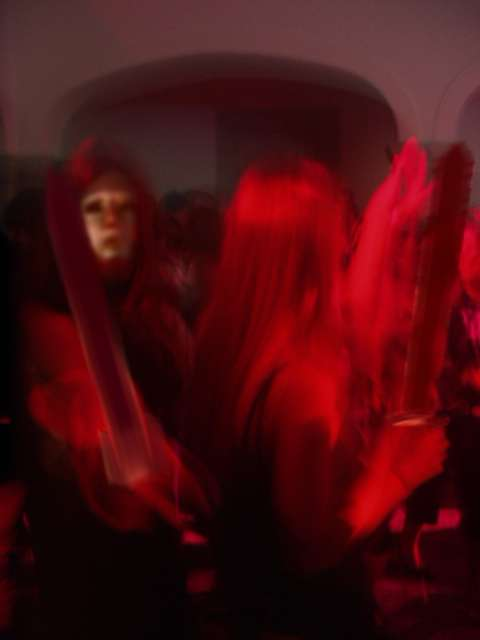
"Vestais" e "Meretrizes" (deusas sagradas que carregam o fogo sagrado, ou a espada de fogo sagrado), numa representação actual no pátio interior da "Fonte das Virgens" do Solar de Beirós. Na mão seguram a espada de fogo e a cara é coberta por uma máscara dourada. Actualmente deixaram de lado os mantos que cobriam o corpo, devido às temperaturas elevadas na data da celebração destes rituais.

O sacerdote principal, colocado ao centro, usava normalmente uma cabeça de animal com chifres (posteriormente os chifres foram diabolizados pela Igreja cristã como forma de destruir o verdadeiro simbolismo pagão), que representava, no ritual pagão, a virilidade e fecundidade, e as Virgens e Sumo sacerdotes usavam máscaras douradas (elas) e prateadas (eles).
Este ritual pagão, com uso de máscaras, é também conhecido em outras andanças pelo Baile das Máscaras (Hiero Gamos), que se acredita estarem na origem dos Bailes de Carnaval.
Para o Conde, que era um pagão com ligações aos templários e à maçonaria, o corpo da mulher representava o sagrado feminino e o sexo o domínio e poder da mulheres. A veneração do sexo, enquanto enlace de energias, era crença ser capaz de despertar energias tão grandes que fossem capaz de despertar a iluminação do fogo sagrado (orgasmos muito mais fortes, conhecido actualmente como hiper orgasmo, referido muitas vezes nas vias tântricas do Yoga antigo, através do "maithuna"!

### A Lenda

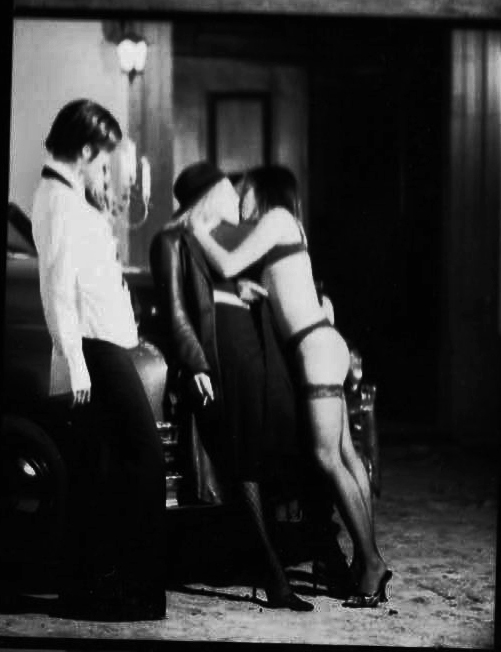
Recorte de uma prova de contacto de um ensaio fotográfico alusivo às festas privadas de Beirós.

O ritual era acompanhado pela música de uma arpa encantada, que ainda hoje, algumas pessoas afirmam ouvir nas noites mas quentes de Verão que convidam a que se refresquem naquela que é chamada a fonte das virgens (a estrutura da casa, entre as paredes e o monte, faz correr o vento que se transforma num som que atribuem ao de uma harpa distante, dando assim espaço à lenda).

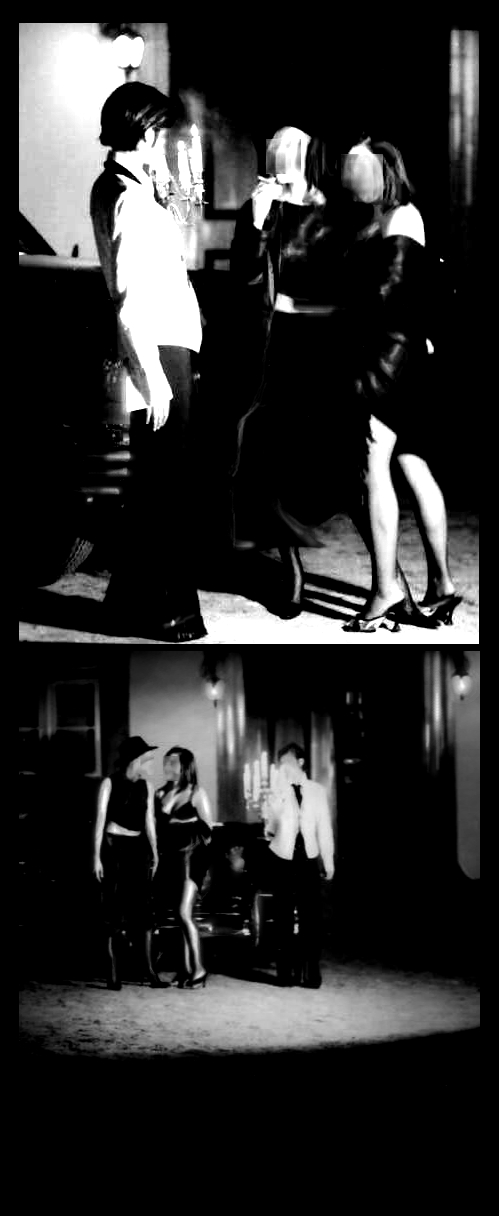
Imagens dos ensaios de recepção das festas privadas de Beirós. Uma versão moderna da Lenda. Na imagem duas "deusas" e "a mordomo" na entrada principal da casa que com um dos carros antigos do Museu da casa servem de palco a este ensaio.

Alguns relatos, já depois da morte do Conde em 1917, dão conta que na casa ficou alojado outro ilustre fidalgo, de quem o nome ficou para sempre incógnito devido as suspeitas de escandalosas relações com as mulheres casadas da Aldeia e boatos sobre orgias envolvendo essas mesmas mulheres. Os homens da aldeia, alguns agricultores e mesmos burgueses comerciantes, sentindo-se despeitados pelas suas mulheres por culpa do ilustre fidalgo, intentaram contra a sua vida. Mas, diz a lenda, que nessa altura, quando um deles ergueu uma faca para o matar, aparece a imagem do Conde que diz, “nesta tão nobre casa só será derramado o sangue das virgens que aqui se entreguem ao prazer e que se misturará com vinho caído para o chão que aqui nunca faltara”. Assim foi poupado o ilustre fidalgo de tão trágica morte, que viveu com uma das mulheres da Aldeia numa relação que muitos reconheceram ser de “marido e mulher”, apesar de continuar a promover orgias fidalgas com as mulheres do povo.

## Museu
A casa conta com um museu com vários exemplares de automóveis antigos, dos quais se destacam um Cadillac de 1959 que pertenceu a Elvis Presley, um Champion de 1953, um Lamborghini Miura de 1967, um Aston Martin MKIII de 1957, um Rolls Royce Silver Cloud de 1963, um Meserati Ghibli de 1967, para além dos barcos Riva de madeira de 1964 que foi usado no filme do James Bond ("live and let die"), um Century de 1947 um classe stok de 1956 e um classe ON de 1964, que participou em várias provas de prestigio internacional.
No museu estão também expostos vários cartazes e fotografias antigas alusivas a moda e a carros .

## Outros dados
Em 1944, foi rodado no solar o filme português José do Telhado, com Virgílio Teixeira como protagonista.
No final do século XX foi recuperado, conforme o traço original, para turismo rural, museu, salas de exposições e outras actividades culturais.